# Kaʻū Desert Trail
Le Kaʻū Desert Trail est un sentier de randonnée des États-Unis situé à Hawaï, sur le Kīlauea, dans le district de Kaʻū du comté d'Hawaï. Il parcourt en majorité le désert de Kaʻū et permet d'observer des empreintes de pas d'Hawaïens solidifiées dans la cendre volcanique.

## Parcours

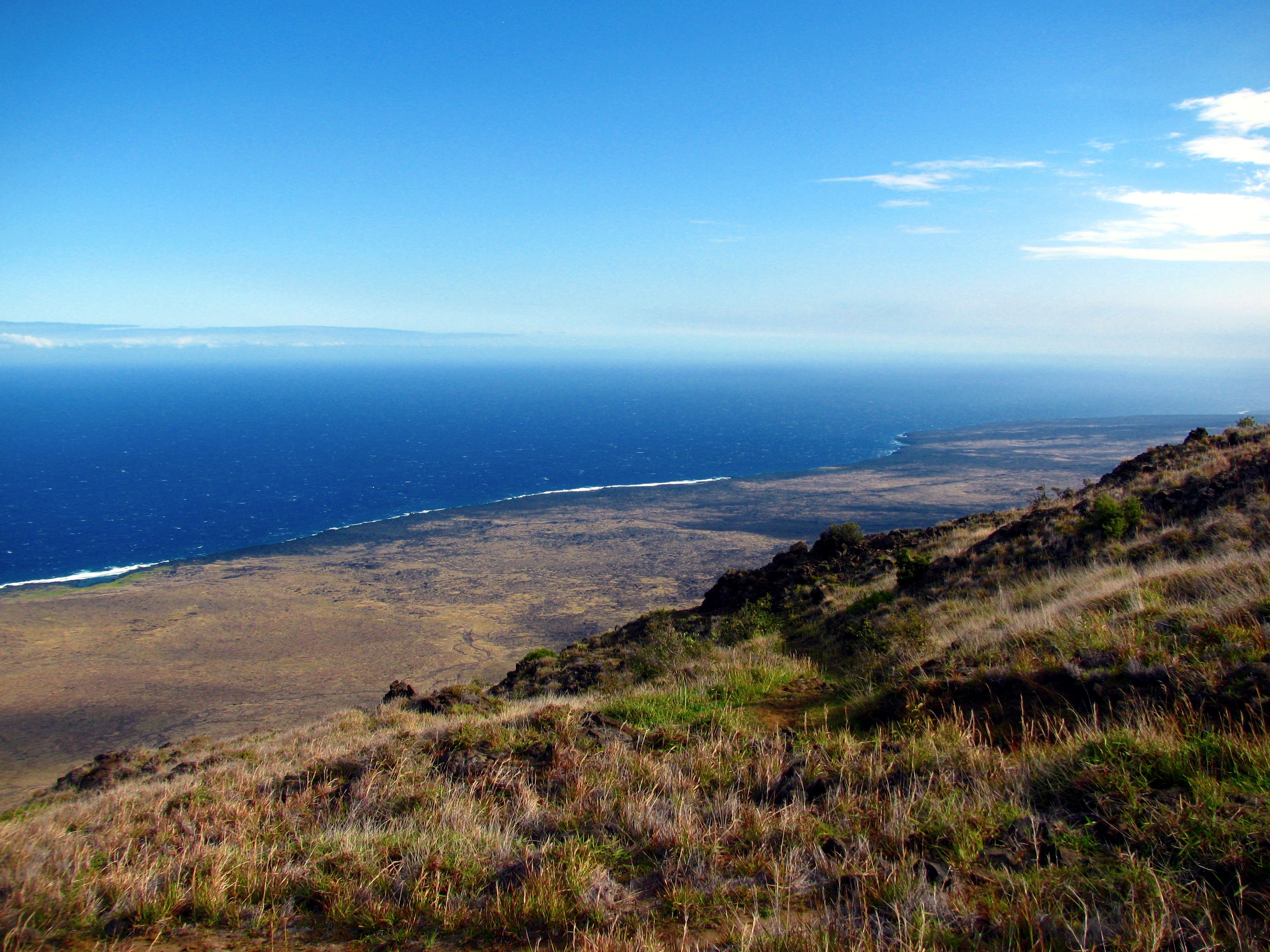
Le Hilina Pali Overlook dominant l'océan Pacifique à l'extrémité de la Hilina Pali Road, l'un des points de départ du sentier.

D'une longueur totale de 30,4 kilomètres, il part du Crater Rim Trail vers 1 200 mètres d'altitude et mène à la Hilina Pali Road à 695 mètres d'altitude en se dirigeant vers le sud,. Il est connecté au Crater Rim Trail au sud-ouest de la caldeira du Kīlauea,,. De là, il se dirige vers le sud-ouest dans le désert de Kaʻū et après 9,8 kilomètres, il se connecte au Mauna Iki Trail venant de l'est,. Après 1,1 kilomètre, le sentier arrive sur le Mauna Iki où une branche de 2,9 kilomètres de longueur appelée Footprints Trail rejoint le Kaʻū Desert Trailhead sur la Hawaii Route 11 à 926 mètres d'altitude,,. Le sentier principal poursuit sa route vers le sud-ouest puis le sud et arrive au refuge Pepeiao à 512 mètres d'altitude après 11,8 kilomètres,. De là part le Kaʻaha Trail qui se dirige vers le sud-est,. Le Kaʻū Desert Trail change ensuite d'orientation pour se diriger vers le nord-est en longeant le Hilina Pali et au bout de 7,7 kilomètres, il arrive à l'extrémité de la Hilina Pali Road, où se tient l'Hilina Pali Shelter et d'où démarre le Hilina Pali Trail, à 695 mètres d'altitude,.
Le sentier permet d'observer des cônes et cratères volcaniques comme le Mauna Iki, les Kamakaiʻa Hills, le Puʻu Kou et le Yellow Cone ainsi que de nombreuses empreintes de pas d'Hawaïens solidifiées dans la cendre volcanique, notamment le long du Footprints Trail,. La majorité du sentier traverse le désert de Kaʻū caractérisé par un sol composé de coulées de lave, de couches de cendres volcaniques et de téphras, par un fort ensoleillement et par des pluies acides en raison du survol de ce secteur du Kīlauea par le panache volcanique du Halemaʻumaʻu. Ces conditions font que la partie du sentier au sud-ouest de la caldeira est interdit d'accès. De plus, des munitions non explosées datant de la Seconde Guerre mondiale sont encore présentes dans le désert.